# プログラミング言語C
『プログラミング言語C』(原題：The C Programming Language)は、ブライアン・カーニハン (Brian W. Kernighan) とデニス・リッチー (Dennis M. Ritchie) によって書かれたC言語についての書籍である。著者名の頭文字からしばしばK&Rと略される。
初版は1978年に出版され、C言語が標準化されるまでの間リファレンス的な扱いを受けていた。1988年の第2版ではANSIでの標準化 (C89) を反映して大幅に変更されている。
日本語訳は初版・第2版と訳書訂正版とも石田晴久。『C MAGAZINE』（日本ソフトバンク、後のソフトバンククリエイティブ）創刊号の石田のインタビューによると、初版は某企業がC言語講座事業を行うにあたり、許可を取らずに勝手に翻訳していたものを貰い受けそれを下訳として翻訳を行なったという。
1.1 Getting Started に、例として掲載されている"hello, world"プログラムは、あらゆる「プログラミングの最初の例題」として定番となった。

## K&Rスタイル

### 関数宣言と関数定義
1989年のANSI標準化以前のC言語に見られた、関数の引数名と型について分けて示す以下のような形式について、K&Rスタイルと呼ぶことがある（この用法では本書の初版を指し、標準化以前の、という意味で使われている）。
```
 
int
 
foo
(
a
,
 
b
);

 

 
int
 
foo
(
a
,
 
b
)

 
int
 
a
,
 
b
;

 
{

     
...

```

このようなコードは、現在ではほとんど見られない。また関数の宣言に引数の型の情報が無いため、型によるバグが検出できなくなる原因になるので、使うべきでない。

### コーディングスタイル
本書でソースコード片を示すのに使っているインデントやブレースの位置などのスタイルを指して、K&Rスタイルと呼ぶことがある。紙面の都合などもあって整形されているので、特にこれを選ぶべきといった理由があるわけでもない。本文中には、どのようなスタイルで書いてもかまわないが一貫しているべきである、とある。